# Eskelund Svineproduktion
Eskelund Svineproduktion ApS er en dansk landbrugsvirksomhed med hovedkvarter i Håre ved Gelsted. Virksomheden er ejet af Peter Eskelund Lerche-Simonsen og Gitte Eskelund Lerche-Simonsen. I 2017 var de i økonomiske vanskeligheder, grundet fejlslagne investeringer i selskabet Tjekkiet Invest, der drev landbrug i Østeuropa og i dag er en del af Firstfarms. Anno 2024 er de dog fortsat ejere af virksomheden. 
Eskelund driver 1.000 hektar markbrug, hvoraf de selv ejer ca. 750 hektar. Deres primære fokus er på svineproduktion. I 2019 sendte Eskelund Svineproduktion 104.000 slagtesvin til slagtning på danske slagterier.